# Percidae

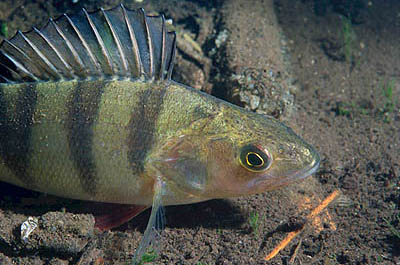
Perca fluviatilis

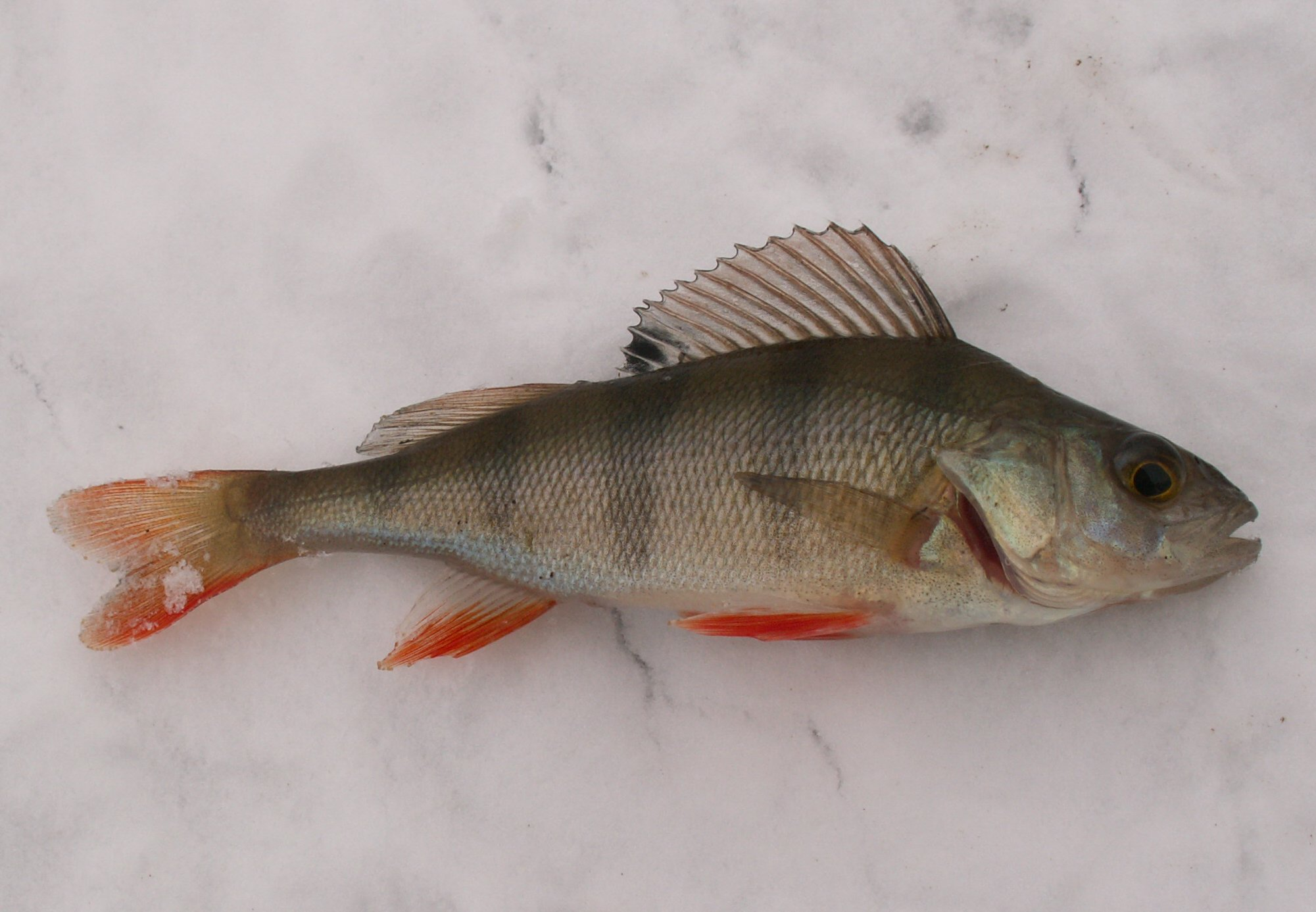
Perca fluviatilis

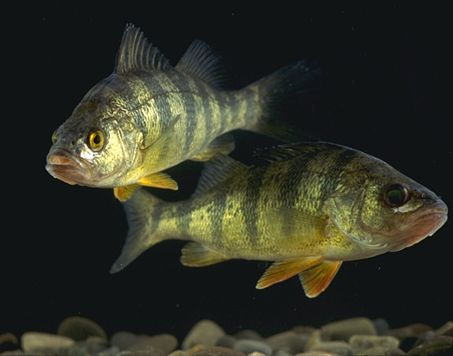
Perca flavescens

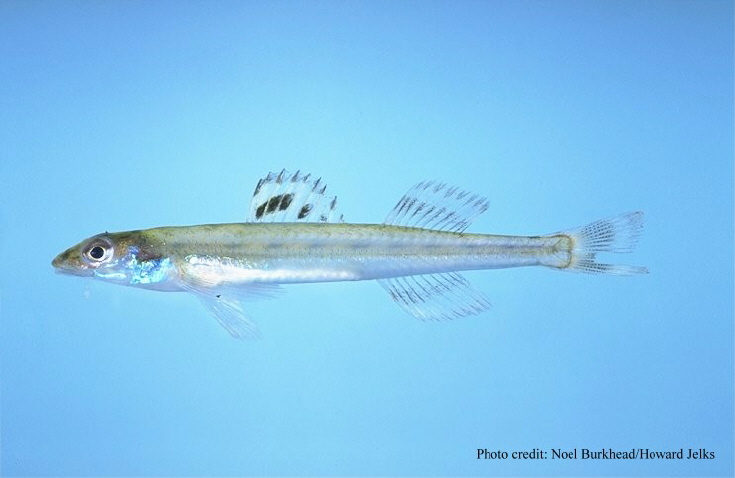
Ammocrypta bifascia

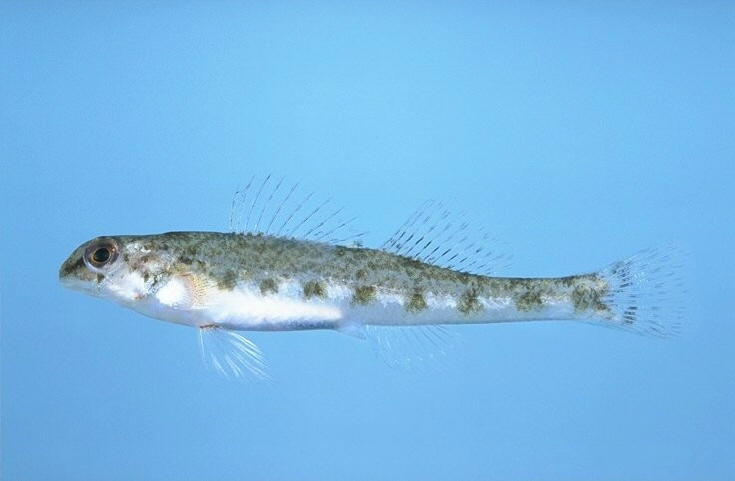
Etheostoma colorosum

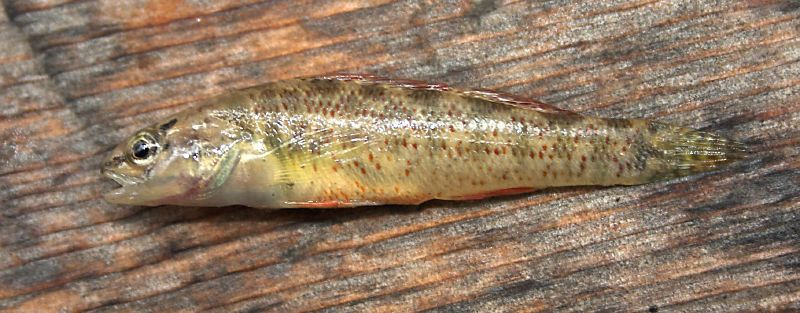
Etheostoma grahami

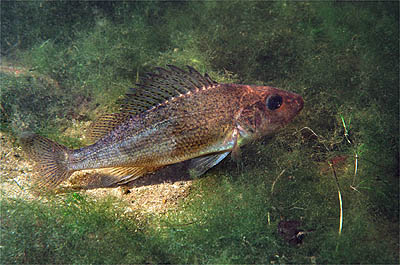
Gymnocephalus cernuus

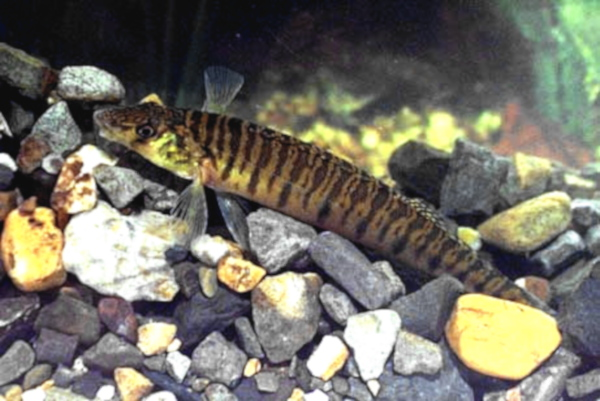
Percina caprodes

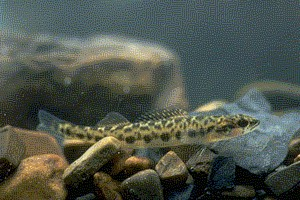
Percina pantherina

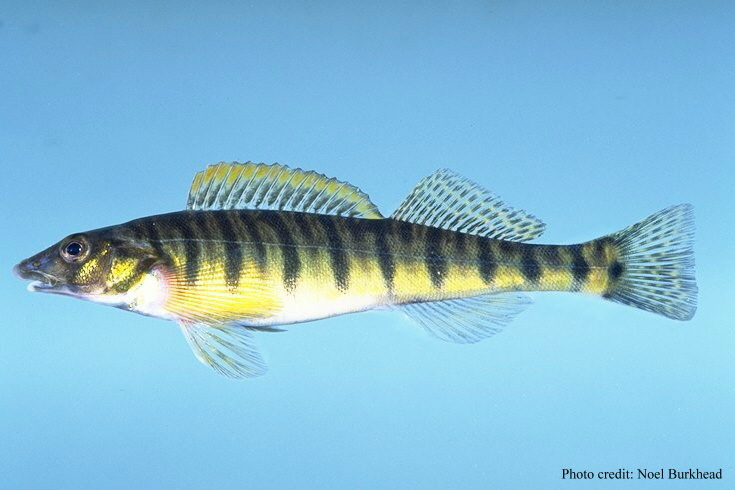
Percina kathae

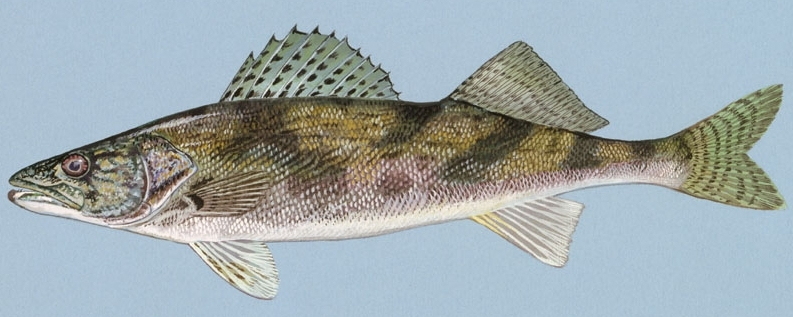
Sander canadensis

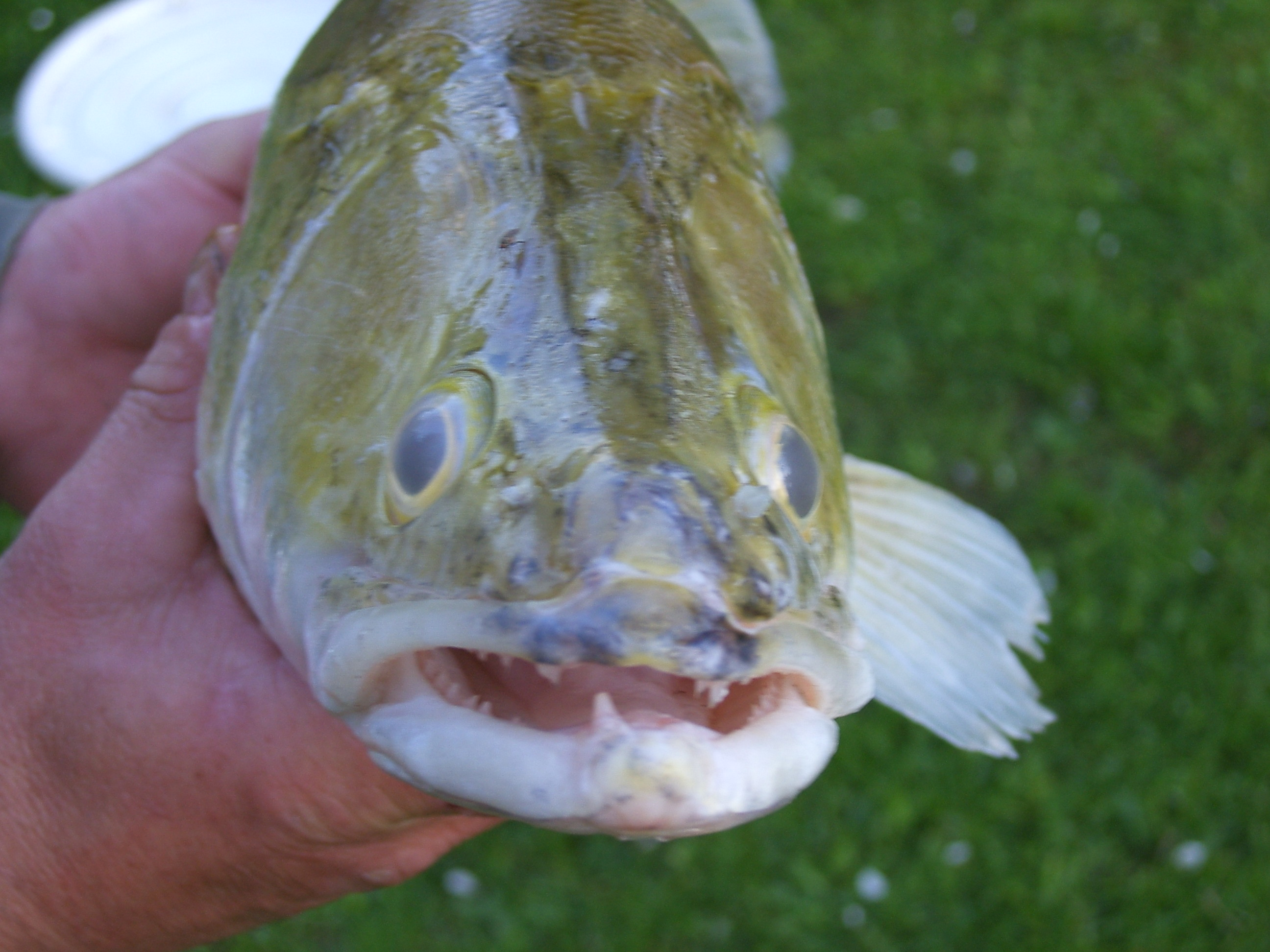
Sander lucioperca

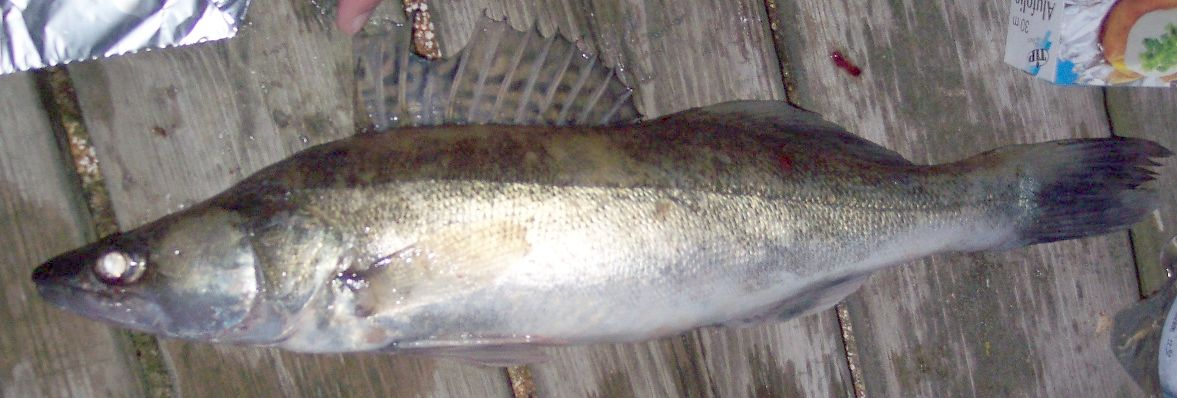
Sander lucioperca

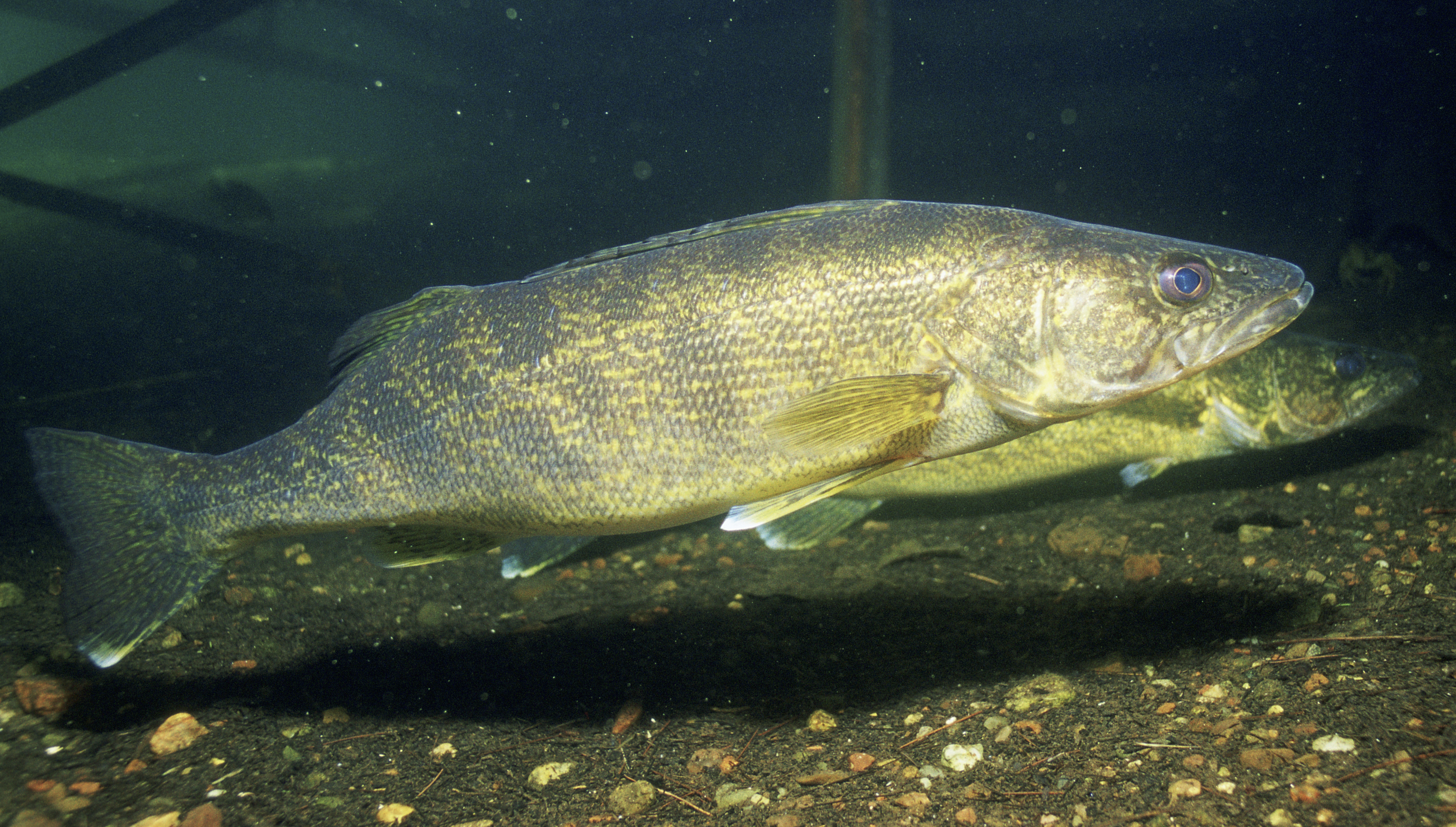
Sander vitreus

Los pércidos (Percidae) son una familia de peces Perciformes, conocidos vulgarmente como percas que se distribuye por aguas dulces y salobres de todo el hemisferio Norte.

## Géneros y especies
La familia Percidae contiene alrededor de 200 especies agrupadas en 10 géneros:
- Género Ammocrypta
  - Ammocrypta beanii Jordan, 1877.
  - Ammocrypta bifascia Williams, 1975.
  - Ammocrypta clara Jordan & Meek, 1885.
  - Ammocrypta meridiana Williams, 1975.
  - Ammocrypta pellucida (Agassiz, 1863).
  - Ammocrypta vivax Hay, 1882.

- Género Crystallaria
  - Crystallaria asprella (Jordan, 1878).
  - Crystallaria cincotta Welsh & Wood, 2008.

- Género Etheostoma[2]
  - Etheostoma acuticeps Bailey, 1959.
  - Etheostoma akatulo (Layman & Mayden, 2009).
  - Etheostoma aquali Williams & Etnier, 1978.
  - Etheostoma artesiae (Hay, 1881).
  - Etheostoma asprigene (Forbes, 1878).
  - Etheostoma atripinne (Jordan, 1877).
  - Etheostoma australe Jordan, 1889.
  - Etheostoma autumnale Mayden, 2010.
  - Etheostoma baileyi Page & Burr, 1982.
  - Etheostoma barbouri Kuehne & Small, 1971.
  - Etheostoma barrenense Burr & Page, 1982.
  - Etheostoma basilare Page, Hardman & Near, 2003.
  - Etheostoma bellator Suttkus & Bailey, 1993.
  - Etheostoma bellum Zorach, 1968.
  - Etheostoma bison Ceas & Page, 1997.
  - Etheostoma blennioides Rafinesque, 1819.
  - Etheostoma blennius Gilbert & Swain, 1887.
  - Etheostoma boschungi Wall & Williams, 1974.
  - Etheostoma brevirostrum Suttkus & Etnier, 1991.
  - Etheostoma brevispinum Coker, 1926.
  - Etheostoma burri Ceas & Page, 1997.
  - Etheostoma caeruleum Storer, 1845.
  - Etheostoma camurum (Cope, 1870).
  - Etheostoma cervus Powers & Mayden, 2003.
  - Etheostoma chermocki Boschung, Mayden & Tomelleri, 1992.
  - Etheostoma chienense Page & Ceas, 1992.
  - Etheostoma chlorobranchium Zorach, 1972.
  - Etheostoma chlorosoma (Hay, 1881).
  - Etheostoma chuckwachatte Mayden & Wood, 1993.
  - Etheostoma cinereum Storer, 1845.
  - Etheostoma collettei Birdsong & Knapp, 1969.
  - Etheostoma collis (Hubbs & Cannon, 1935).
  - Etheostoma colorosum Suttkus & Bailey, 1993.
  - Etheostoma coosae (Fowler, 1945).
  - Etheostoma corona Page & Ceas, 1992.
  - Etheostoma cragini Gilbert, 1885.
  - Etheostoma crossopterum Braasch & Mayden, 1985.
  - Etheostoma davisoni Hay, 1885.
  - Etheostoma denoncourti Stauffer & van Snik, 1997.
  - Etheostoma derivativum Page, Hardman & Near, 2003.
  - Etheostoma ditrema Ramsey & Suttkus, 1965.
  - Etheostoma douglasi Wood & Mayden, 1993.
  - Etheostoma duryi Henshall, 1889.
  - Etheostoma edwini (Hubbs & Cannon, 1935).
  - Etheostoma etnieri Bouchard, 1977.
  - Etheostoma etowahae Wood & Mayden, 1993.
  - Etheostoma euzonum (Hubbs & Black, 1940).
  - Etheostoma exile (Girard, 1859).
  - Etheostoma flabellare Rafinesque, 1819.
  - Etheostoma flavum Etnier & Bailey, 1989.
  - Etheostoma fonticola (Jordan & Gilbert, 1886).
  - Etheostoma forbesi Page & Ceas, 1992.
  - Etheostoma fragi Distler, 1968.
  - Etheostoma fricksium Hildebrand, 1923.
  - Etheostoma fusiforme (Girard, 1854).
  - Etheostoma gracile (Girard, 1859).
  - Etheostoma grahami (Girard, 1859).
  - Etheostoma gutselli (Hildebrand, 1932).
  - Etheostoma histrio Jordan & Gilbert, 1887.
  - Etheostoma hopkinsi (Fowler, 1945).
  - Etheostoma inscriptum (Jordan & Brayton, 1878).
  - Etheostoma jessiae (Jordan & Brayton, 1878).
  - Etheostoma jordani Gilbert, 1891.
  - Etheostoma juliae Meek, 1891.
  - Etheostoma kanawhae (Raney, 1941).
  - Etheostoma kantuckeense Ceas & Page, 1997.
  - Etheostoma kennicotti (Putnam, 1863).
  - Etheostoma lachneri Suttkus & Bailey, 1994.
  - Etheostoma lawrencei Ceas & Burr, 2002.
  - Etheostoma lepidum (Baird & Girard, 1853).
  - Etheostoma longimanum Jordan, 1888.
  - Etheostoma lugoi Norris & Minckley, 1997.
  - Etheostoma luteovinctum Gilbert & Swain, 1887.
  - Etheostoma lynceum Hay, 1885.
  - Etheostoma maculatum Kirtland, 1841.
  - Etheostoma mariae (Fowler, 1947).
  - Etheostoma microlepidum Raney & Zorach, 1967.
  - Etheostoma microperca Jordan & Gilbert, 1888.
  - Etheostoma moorei Raney & Suttkus, 1964.
  - Etheostoma neopterum Howell & Dingerkus, 1978.
  - Etheostoma nianguae Gilbert & Meek, 1887.
  - Etheostoma nigripinne Braasch & Mayden, 1985.
  - Etheostoma nigrum Rafinesque, 1820.
  - Etheostoma nuchale Howell & Caldwell, 1965.
  - Etheostoma obeyense Kirsch, 1892.
  - Etheostoma okaloosae (Fowler, 1941).
  - Etheostoma olivaceum Braasch & Page, 1979.
  - Etheostoma olmstedi Storer, 1842.
  - Etheostoma oophylax Ceas & Page, 1992.
  - Etheostoma osburni (Hubbs & Trautman, 1932).
  - Etheostoma pallididorsum Distler & Metcalf, 1962.
  - Etheostoma parvipinne Gilbert & Swain, 1887.
  - Etheostoma percnurum Jenkins, 1994.
  - Etheostoma perlongum (Hubbs & Raney, 1946).
  - Etheostoma phytophilum Bart & Taylor, 1999.
  - Etheostoma podostemone Jordan & Jenkins, 1889.
  - Etheostoma pottsii (Girard, 1859).
  - Etheostoma proeliare (Hay, 1881).
  - Etheostoma pseudovulatum Page & Ceas, 1992.
  - Etheostoma punctulatum (Agassiz, 1854).
  - Etheostoma pyrrhogaster Bailey & Etnier, 1988.
  - Etheostoma radiosum (Hubbs & Black, 1941).
  - Etheostoma rafinesquei Burr & Page, 1982.
  - Etheostoma ramseyi Suttkus & Bailey, 1994.
  - Etheostoma raneyi Suttkus & Bart, 1994.
  - Etheostoma rubrum Raney & Suttkus, 1966.
  - Etheostoma rufilineatum (Cope, 1870).
  - Etheostoma rupestre Gilbert & Swain, 1887.
  - Etheostoma sagitta (Jordan & Swain, 1883).
  - Etheostoma saludae (Hubbs & Cannon, 1935).
  - Etheostoma sanguifluum (Cope, 1870).
  - Etheostoma scotti Bauer, Etnier & Burkhead, 1995.
  - Etheostoma segrex Norris & Minckley, 1997.
  - Etheostoma sellare (Radcliffe & Welsh, 1913).
  - Etheostoma sequatchiense Burr, 1979.
  - Etheostoma serrifer (Hubbs & Cannon, 1935).
  - Etheostoma simoterum (Cope, 1868).
  - Etheostoma smithi Page & Braasch, 1976.
  - Etheostoma spectabile (Agassiz, 1854).
  - Etheostoma squamiceps Jordan, 1877.
  - Etheostoma stigmaeum (Jordan, 1877).
  - Etheostoma striatulum Page & Braasch, 1977.
  - Etheostoma susanae (Jordan & Swain, 1883).
  - Etheostoma swaini (Jordan, 1884).
  - Etheostoma swannanoa Jordan & Evermann, 1889.
  - Etheostoma tallapoosae Suttkus & Etnier, 1991.
  - Etheostoma tecumsehi Ceas & Page, 1997.
  - Etheostoma tetrazonum (Hubbs & Black, 1940).
  - Etheostoma thalassinum (Jordan & Brayton, 1878).
  - Etheostoma tippecanoe Jordan & Evermann, 1890.
  - Etheostoma trisella Bailey & Richards, 1963.
  - Etheostoma tuscumbia Gilbert & Swain, 1887.
  - Etheostoma uniporum Distler, 1968.
  - Etheostoma variatum Kirtland, 1838.
  - Etheostoma virgatum (Jordan, 1880).
  - Etheostoma vitreum (Cope, 1870).
  - Etheostoma vulneratum (Cope, 1870).
  - Etheostoma wapiti Etnier & Williams, 1989.
  - Etheostoma whipplei (Girard, 1859).
  - Etheostoma zonale (Cope, 1868).
  - Etheostoma zonifer (Hubbs & Cannon, 1935).
  - Etheostoma zonistium Bailey & Etnier, 1988.

- Género Gymnocephalus (European ruffes)
  - Gymnocephalus acerinus (Güldenstädt, 1774).
  - Gymnocephalus baloni Holcík & Hensel, 1974.
  - Gymnocephalus cernuus (Linnaeus, 1758).
  - Gymnocephalus schraetser (Linnaeus, 1758).

- Género Perca (yellow perches)
  - Perca flavescens (Mitchill, 1814).
  - Perca fluviatilis Linnaeus, 1758.
  - Perca schrenkii Kessler, 1874.

- Género Percarina
  - Percarina demidoffii Nordmann, 1840.

- Género Percina (roughbelly darters)
  - Percina antesella Williams & Etnier, 1977.
  - Percina aurantiaca (Cope, 1868).
  - Percina aurolineata Suttkus & Ramsey, 1967.
  - Percina aurora Suttkus & Thompson, 1994.
  - Percina austroperca Thompson, 1995.
  - Percina brevicauda Suttkus & Bart, 1994.
  - Percina burtoni Fowler, 1945.
  - Percina caprodes (Rafinesque, 1818).
  - Percina carbonaria (Baird & Girard, 1853).
  - Percina copelandi (Jordan, 1877).
  - Percina crassa (Jordan & Brayton, 1878).
  - Percina cymatotaenia (Gilbert & Meek, 1887).
  - Percina evides (Jordan & Copeland, 1877).
  - Percina fulvitaenia Morris & Page, 1981.
  - Percina gymnocephala Beckham, 1980.
  - Percina jenkinsi Thompson, 1985.
  - Percina kathae Thompson, 1997.
  - Percina kusha Williams & Burkhead, 2007.
  - Percina lenticula Richards & Knapp, 1964.
  - Percina macrocephala (Cope, 1867).
  - Percina macrolepida Stevenson, 1971.
  - Percina maculata (Girard, 1859).
  - Percina nasuta (Bailey, 1941).
  - Percina nevisense (Cope, 1870).
  - Percina nigrofasciata (Agassiz, 1854).
  - Percina notogramma (Raney & Hubbs, 1948).
  - Percina oxyrhynchus (Hubbs & Raney, 1939).
  - Percina palmaris (Bailey, 1940).
  - Percina pantherina (Moore & Reeves, 1955).
  - Percina peltata (Stauffer, 1864).
  - Percina phoxocephala (Nelson, 1876).
  - Percina rex (Jordan & Evermann, 1889).
  - Percina roanoka (Jordan & Jenkins, 1889).
  - Percina sciera (Swain, 1883).
  - Percina shumardi (Girard, 1859).
  - Percina sipsi Williams & Neely, 2007.
  - Percina smithvanizi Williams & Walsh, 2007.
  - Percina squamata (Gilbert & Swain, 1887).
  - Percina stictogaster Burr & Page, 1993.
  - Percina suttkusi Thompson, 1997.
  - Percina tanasi Etnier, 1976.
  - Percina uranidea (Jordan & Gilbert, 1887).
  - Percina vigil (Hay, 1882).

- Género Romanichthys
  - Romanichthys valsanicola Dumitrescu, Banarescu & Stoica, 1957.

- Género Sander
  - Sander canadensis (Griffith & Smith, 1834).
  - Sander lucioperca (Linnaeus, 1758).
  - Sander marinus (Cuvier, 1828).
  - Sander vitreus (Mitchill, 1818).
  - Sander volgensis (Gmelin, 1789).

- Género Zingel
  - Zingel asper (Linnaeus, 1758).
  - Zingel balcanicus (Karaman, 1937).
  - Zingel streber (Siebold, 1863).
  - Zingel zingel (Linnaeus, 1766).
  - Percina shumardi